# Lasota (imię)
Lasota – imię męskie pochodzenia słowiańskiego.
Wywodzi się od słowa "las" i oznacza "tego, który żyje w lesie". Podobne znaczenie ma łacińskie imię Sylwester, dlatego imię Lasota uważane jest często za polskie tłumaczenie tego imienia. Imię Lasota pojawiło się w polskich zapisach już w 1198 roku i miało większy zasięg niż Sylwester (imię notowane w Polsce od 1220 roku), dlatego można sądzić, że imiona te powstały niezależnie od siebie. Imię to stało się podstawą dla nazwiska Lasota. Nazwiska Lasota z kolei nie można mylić z Lassota – które wywodzi się od skandynawskiego Lasstosa i oznacza barkę do transportu drewna.